# 시오카라

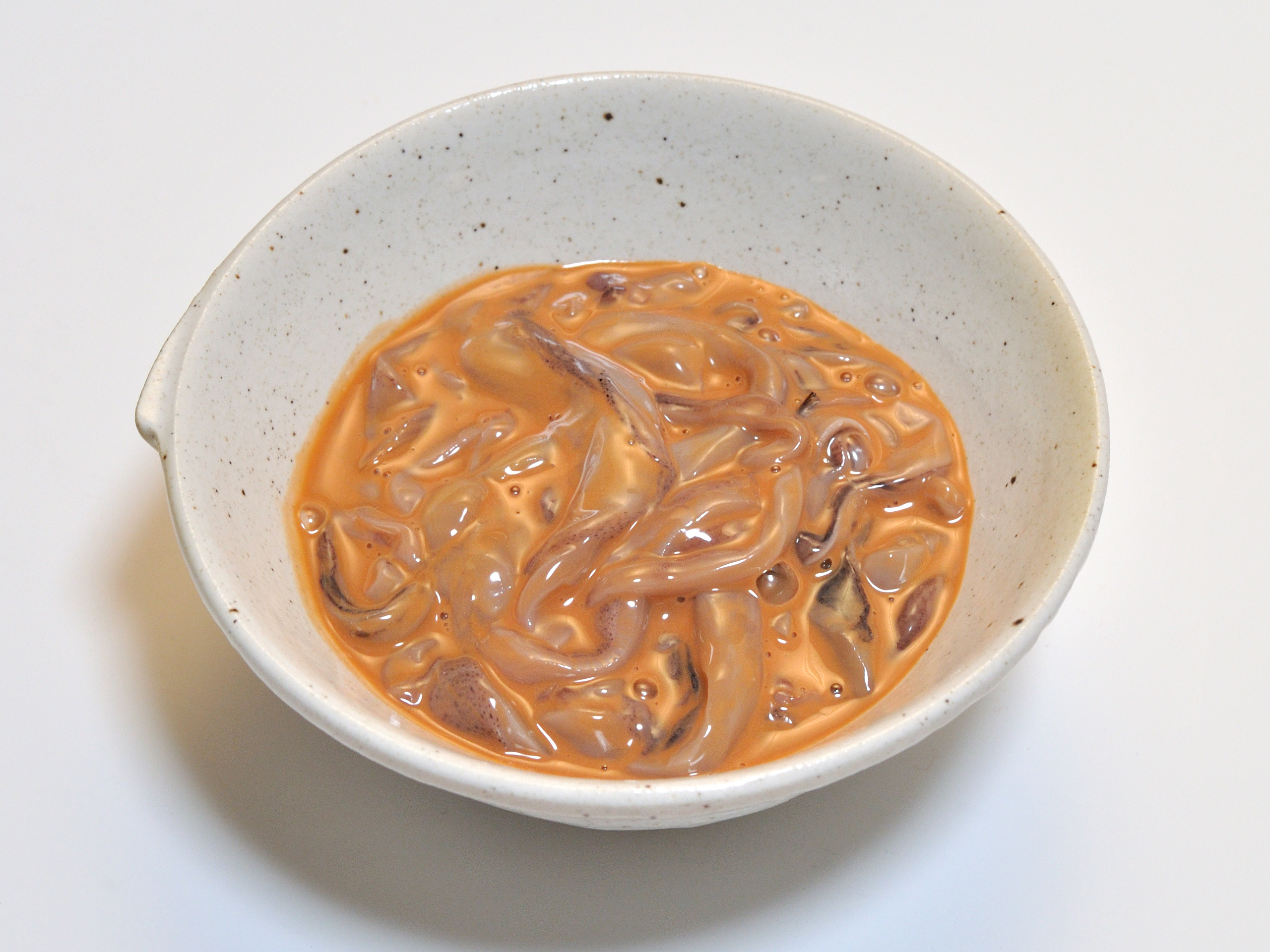
이카노 시오카라

시오카라(일본어: 塩辛)는 다양한 해산물을 이용해서 만든 일본의 음식이다. 시오카라는 갈색의 해산물 창자 안에 소량의 해산물 살을 섞어서 만든다. 날것의 창자에 약 10%의 소금과 30%의 발효된 쌀을 섞은 후, 밀폐 용기에 담아서 약 한 달간 발효시킨다. 시오카라는 병이나 플라스틱 그릇에 넣고 판다.
시오카라의 맛은 입 안에서 강하게 남으며, 향은 강한 편이라 일부 일본인에게도 친숙하지 않은 맛으로 여겨진다. 시오카라를 맛있게 먹기 위한 한 가지 방법으로 위스키 한 잔을 곁들여서 먹는다. 일본의 일부 바에서는 시오카라를 전문으로 하기도 한다.

## 역사
《곤쟉쿠모노가타리(今昔物語)》에 '시오카라(塩辛)'라는 말이 등장하지만, 에도 시대 이래의 시오카라와 같은 것인지 확인되지 않고 시대적으로 고립되어 있어서 첫 등장은 《닛포지쇼(日葡辞書)》로 하는 것이 타당하다고 여겨진다. 16세기부터 기록이 확인 가능한 '나시모노(なし物)'와의 병용이 당분간 계속되다가, 에도 중기·후반 이후로는 '시오카라'라는 명칭이 정착되었다.

## 종류
- 이카노 시오카라 - 오징어로 만들며, 일본인이 가장 일반적으로 소비하는 시오카라이다.
- 호타루이카노 시오카라 - 꼴뚜기로 만든다.
- 카수오노 시오카라 - 가다랑어로 만든다
- 카키노 시오카라 - 굴로 만든다.
- 우니노 시오카라 - 성게알로 만든다.
- 아미노 시오카라 - 새우로 만든다.

일부 시오카라는 위의 예와 달리 별칭을 가진다.
- 간즈케 (がん漬)- 농게 (게의 일종)로 만든 시오카라
- 코노와타 (このわた, 海鼠腸)- 해삼으로 만든 시오카라
- 메푼 (めふん) - 개언어 (연어의 일종)으로 만든 시오카라

## 같이 보기
- 젓갈